# دونالد کواتارت
دونالد جورج کواتارت (به انگلیسی: Donald George Quataert) (متولد ۱۰ سپتامبر ۱۹۴۱ ; درگذشت ۱۰ فوریه ۲۰۱۱) تاریخ‌دان در دانشگاه بینگهامتون بود. او دوره‌های تاریخ خاورمیانه/عثمانی را با علاقه به کار، اجتماعی و اقتصاد در دوره‌های اولیه و مدرن تدریس می‌کرد. او همچنین آموزش خواندن منابع آرشیوی عثمانی را ارائه داد.

## کتاب‌ها
- The Ottoman Empire, 1700-1922, Cambridge University Press, 2000.
- Ottoman Manufacturing in the Age of the Industrial Revolution, Cambridge University Press, 2002.
- Miners and the State in the Ottoman Empire: The Zonguldak Coalfield, 1822-1920, Berghahn Books, 2006.